# Csernisevszk
Csernisevszk (oroszul: Чернышевск) városi jellegű település Oroszország ázsiai részén, a Bajkálontúli határterületen, a Csernisevszki járás székhelye.

## Elhelyezkedése
A Kuenga (a Silka mellékfolyója) mentén, az Aleur torkolatánál helyezkedik el, vasúton Csitától 389 km-re északkeletre.  

## Története
A 19. század végén a területen kozákok telepedtek le. Közelükben, az Aleur folyó túlsó partján 1914-ben vasútállomás épült. A vasútépítők telepe és a kozák falu egyesülésével jött létre a mai település, melyet 1957-ben Nyikolaj Csernisevszkij íróról neveztek el. A település az 1930-as években, a vasúti pálya bővítése (vasúti depo, a második sínpár építése) idején kezdett fejlődni. 1934-ben járási székhely, 1938-ban városi jellegű település lett. 

## Népessége
- 2002-ben 13 031 fő[2]
- 2010-ben 13 359  fő volt.[3]